# Casa Hecht din Sibiu
Casa Hecht este un monument istoric și de arhitectură situat în Piața Mare din Sibiu. Începând cu anul 1821 a servit drept sediu pentru Universitatea Săsească, reprezentanța politică a sașilor transilvăneni.